# Bogdan Popoiag
Bogdan Popoiag (n. 31 martie 1982, România) este fondatorul proiectului muzical UNU', acesta fiind printre primele proiecte ale muzicii electronice din România, avându-i ca membrii pe Bogdan Popoiag și Dan Griober.

## Activitate muzicală
După 5 albume de sertar, primul album oficial UNU' apare odată cu lansarea single-ului "Cântec pentru sănătatea ierbii", un remake după o piesă din 1984 semnată George Nicolescu. De pe albumul de debut s-au remarcat piese ce aveau ca featuring pe Junkyard (ex Șuie Paparude), Dan Amariei (O.C.S.), Dru Klein și Alexandra Ungureanu.
În 2003 UNU' câștigă premiul pentru cel mai bun debut al anului "MTV - Best New Act". UNU' s-a remarcat o perioadă cu numeroase concerte sub formă de LIVE Band, colaborând cu numeroși artiști din industria muzicii electronice autohtone.
În 2004 cei doi UNU' încep proiecte separate.
În 2005 Bogdan Popoiag sub licența propriului label, lansează pe piața muzicală un alt proiect numit N-EATGROOVE, așa se naște maxi single-ul “Scream”, rezultat dintr-o colaborare cu Rocca (solistul trupei Firma), single care urma să ajungă pe primul loc în MTV Dance Floor Chart.
Din 2006, toate producțiile UNU' sunt semnate de Bogdan Popoiag, acesta făcându-și prezența pe numeroase scene ca dj, mixând
pe ritmuri de Breakbeat, Dubstep, Drum and bass și Electro sub numele de UNU' (dj set).
În 2010, alături de Cezar Stănciulescu (Junkyard) ex. Șuie Paparude, fondează un nou proiect muzical: ROA (Rise Of Artificial), proiect în care activează și în prezent.

## Producții pentru alți artiști
De asemenea, Bogdan Popoiag s-a remarcat cu foarte multe producții și remixuri de top pentru artiști autohtoni și internaționali: Les Elephants Bizarres, Gojira, Paraziții, Zale, O-zone, Akcent, Voltaj, Arsenium, Pacha Man, Endless Zone, Sistem, Corina, Impact, Anna Lesko, Cobzality, etc...
În lista remix-urilor neoficiale apar artiști ca: Jay-Z, Dr Dre, Red Hot Chili Peppers, Freestylers, Michael Jackson, Pendulum, Daft Punk, Fatboy Slim, Groove Armada, Maria Tănase, Skrillex, Faithless, etc...
Artistul le oferă ca download gratuit în link-ul de mai jos: http://www.roamusic.ro/unu.html Arhivat în 4 octombrie 2013, la Wayback Machine.

## Activitate ca regizor
În 2002 începe să experimenteze regia și editarea video. De atunci până în prezent, semnează regia mai multor videoclipuri muzicale, lucrând pentru artiști ca: ROA (Rise Of Artificial), O.C.S., UNU', Directia 5, Horia Brenciu, Talisman, Firma, Cross, Andra, N-EatGroove Feat. Rocca, Sistem, Insane, Shoty.

## Activitate ca actor de dublaj
De asemenea, el a avut parte de experiența în a-i da glas personajului Cale Tucker, din filmul Titan A.E., având premiera în România în anul 2001.

## Discografie in calitate de artist interpret
UNU' - The Album (LP) 2002 (Media Services/Sony Music Romania/Cat Music)
N-EatGroove - Scream (EP) 2006 (Roton)
ROA (Rise Of Artificial) - Artificial (EP) 2011 (Cat Music/Sony Music Romania/Media Services)

## Ratinguri
Este considerat unul dintre cei mai buni producători muzicali din România, producțiile sale atingând vânzari record de peste 5 milioane de copii vândute în toată lumea.